# Национальный музей египетской цивилизации
Национальный музей египетской цивилизации (араб. المتحف القومي للحضارة المصرية‎, англ. National Museum of Egyptian Civilization, NMEC) — крупный музейный комплекс (площадью в 490 000 м²), расположенный на территории древнего города Фустат, ныне являющегося частью Каира, столицы Египта. Он был частично открыт для публики в феврале 2017 года, представив коллекцию из 50 000 артефактов, относящихся к истории египетской цивилизации с доисторических времен до современности.

## История
Постоянная экспозиция музея разделена на две отличные друг от друга территории: одна сформирована хронологическими отделами, другая — тематическими. К хронологическим относятся отделы, посвящённые архаичной эпохе, эре фараонов, греко-римскому, коптскому, средневековому и исламскому периодам, эпохе Нового и Новейшего времени, а также современности. К тематическим же относятся отделы, посвящённые рассвету цивилизации, Нилу, письменности, государству и обществу, материальной культуре, верованиям и философии, а также Галерея мумий фараонов. ЮНЕСКО оказала музею техническую помощь.
Коллекция музея будет пополняться из собраний других египетских музеев, таких как Каирский египетский музей, Коптский музей, Музей исламского искусства, каирский дворец Маниал и Королевский музей драгоценностей (Александрия).
В августе 2017 года Захи Хавасс сообщил о том, что Фрэнсис Риччардоне, президент Американского университета в Каире, пожертвовал 5000 своих экспонатов Национальному музею египетской цивилизации. На территории музея прошла жеребьёвка финального этапа мужского Чемпионата мира по гандболу 2021 года.
3 апреля 2021 года музей был официально открыт президентом Египта Абдул-Фаттахом ас-Сиси, непосредственно перед перемещением туда из Каирского египетского музея 22 мумий древнеегипетских фараонов и их супруг (18 фараонов и четырёх цариц), в рамках мероприятия, получившего название «Золотой парад фараонов».